# آنسونیا (کنتیکت)
آنسونیا، کنتیکت (به انگلیسی: Ansonia, Connecticut) یک شهر در ایالات متحده آمریکا است که در کنتیکت واقع شده‌است.

## خصوصیات
آنسونیا ۱۶٫۱ کیلومترمربع مساحت و ۱۹٬۲۴۹ نفر جمعیت دارد و ۲۵ متر بالاتر از سطح دریا واقع شده‌است.

## نگارخانه

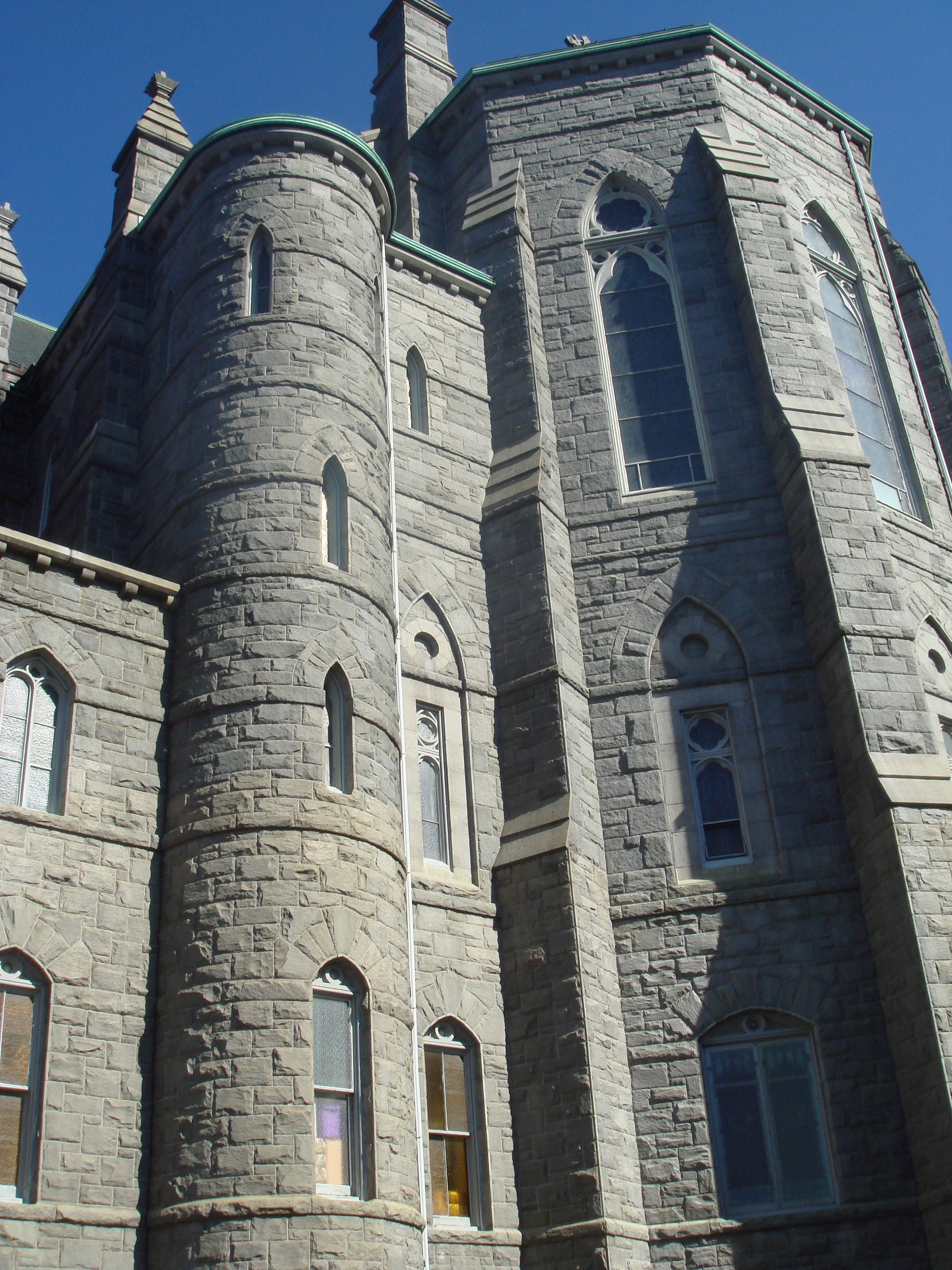
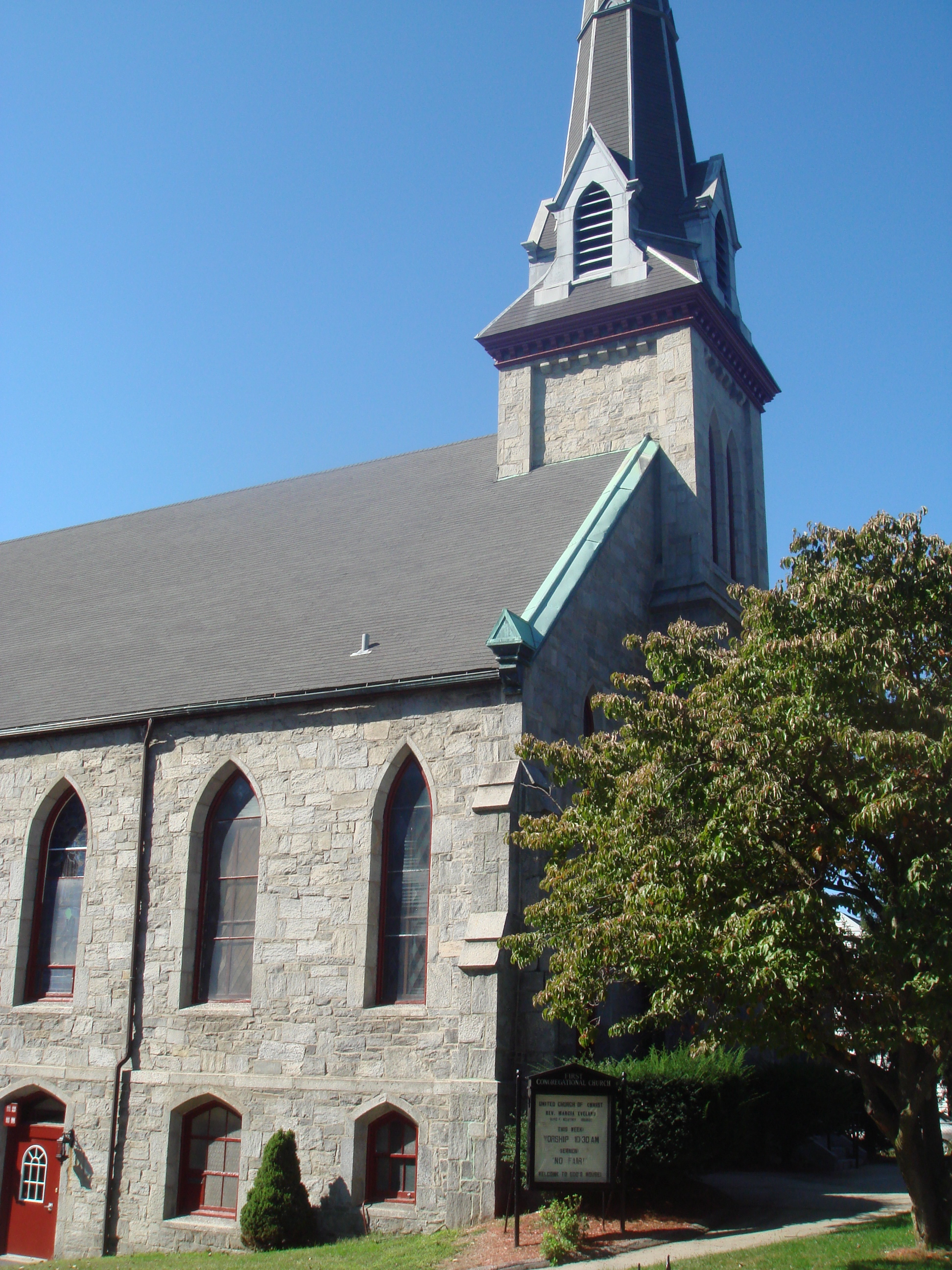
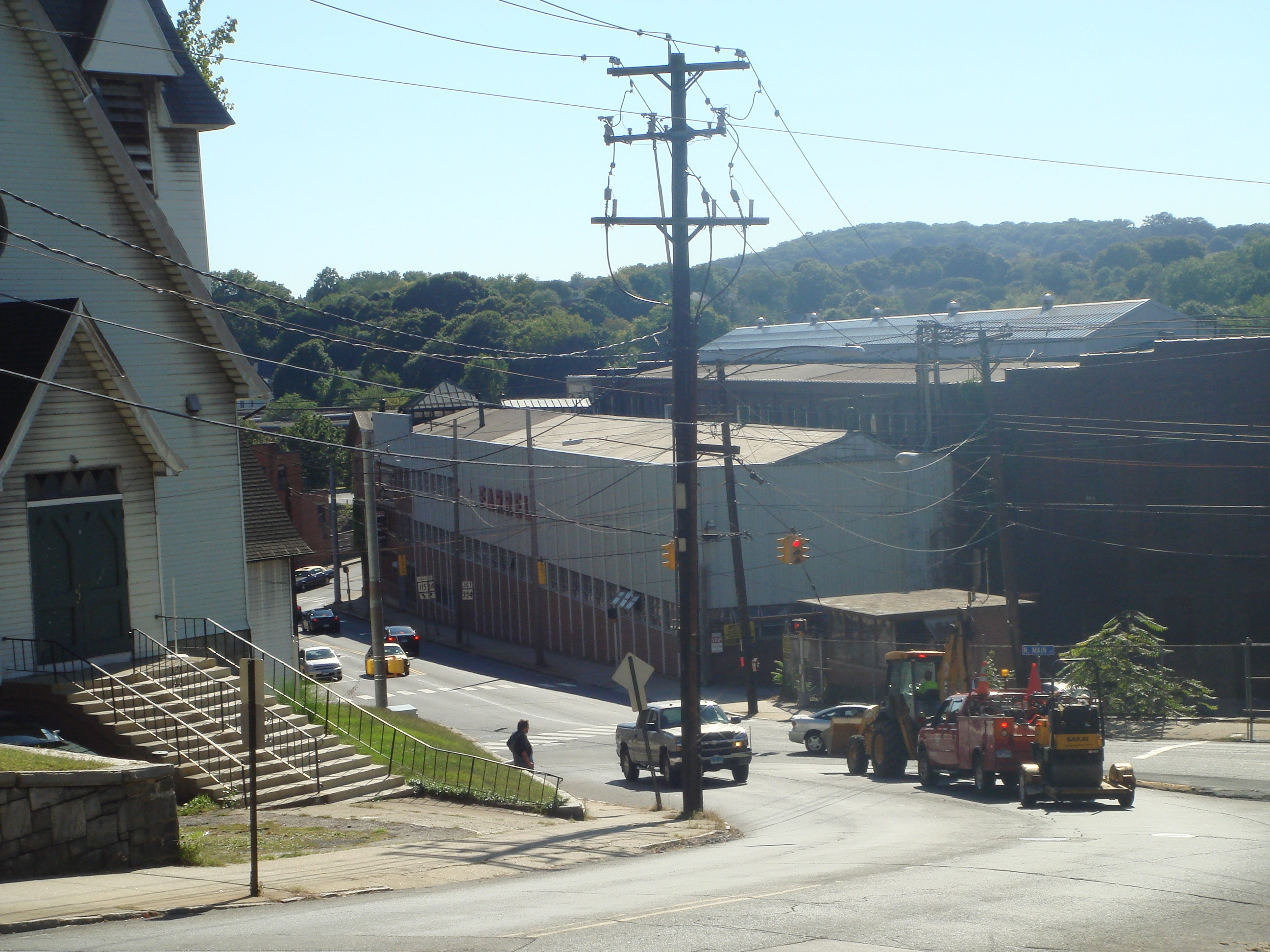
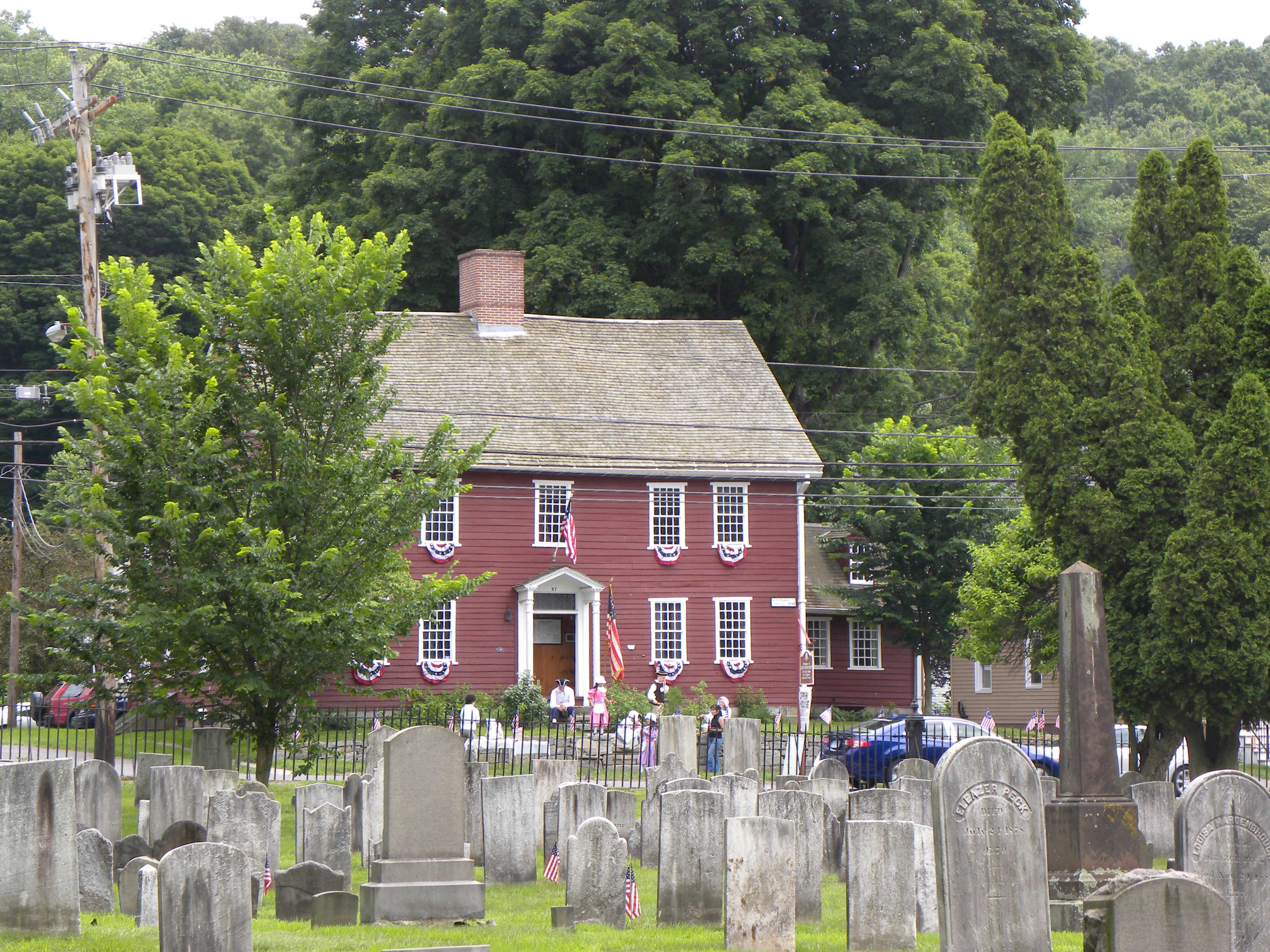
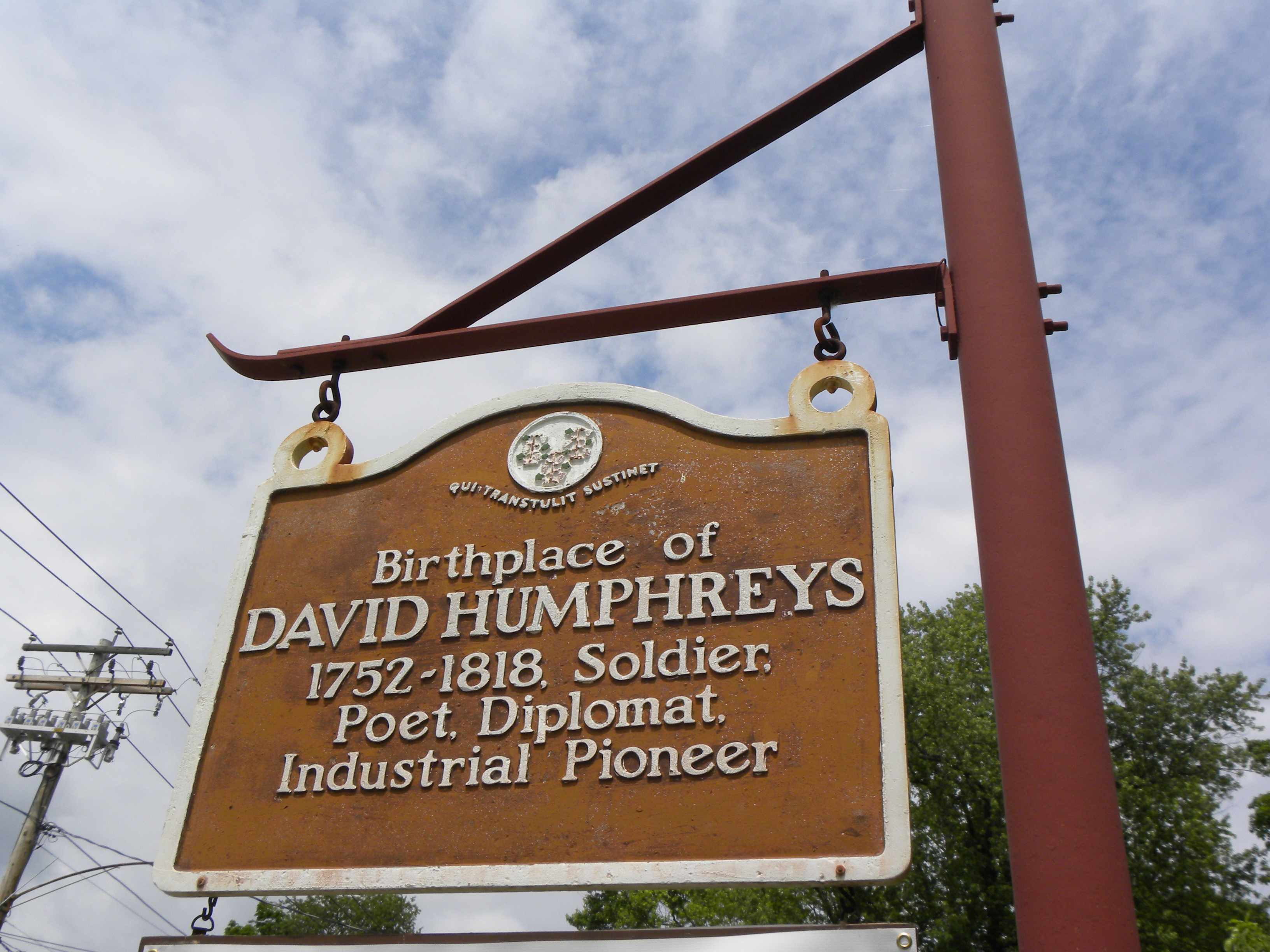